# 大舘村
大舘村（おおたてむら）は、昭和31年（1956年）まで福島県相馬郡の西部にあった村。現在の飯舘村大倉・佐須・草野・芦原・伊丹沢・小宮・関沢・沼平・深谷・八木沢にあたる。

## 地理
- 河川：新田川、真野川
- 山岳：クビカケ森、二ッ森、矢岳山、羽山、彦四郎山

## 歴史

### 沿革
- 昭和17年（1942年）4月1日 - 大須村と新舘村が合併して大舘村が発足。
- 昭和31年（1956年）9月30日 - 飯曽村と合併し、飯舘村となる。

## 行政
- 歴代村長

| 代 | 氏名     | 就任                      | 退任                      | 備考 |
| -- | -------- | ------------------------- | ------------------------- | ---- |
| 1  | 山田正雄 | 昭和17年（1942年）4月27日 |                           |      |
| 2  | 高橋信房 | 昭和22年（1947年）4月15日 | 昭和31年（1956年）9月29日 |      |

## 地域

### 人口
| 1947年 | 4,994人 |  |
| 1950年 | 5,471人 |  |
| 1955年 | 5,828人 |  |

※国勢調査による

### 教育
- 大舘村立大舘小学校
  - 大舘村立大舘小学校佐須分校
  - 大舘村立大舘小学校小宮分校
- 大舘村立大倉小学校
- 大舘村立大舘中学校
- 大舘村立大倉中学校
- 福島県立相馬農業高等学校大舘分校